# Araneus uyemurai
Araneus uyemurai là một loài nhện trong họ Araneidae.
Loài này thuộc chi Araneus. Araneus uyemurai được Takeo Yaginuma miêu tả năm 1960.